# Zauneidechse
Die Zauneidechse (Lacerta agilis) ist ein vor allem in Mittel- und Osteuropa sowie Vorderasien verbreitetes Reptil aus der Familie der Echten Eidechsen (Lacertidae).

## Merkmale
Im deutschsprachigen Raum erreichen Zauneidechsen Gesamtlängen von etwa 24 cm. Besonders große Tiere weisen hier Kopf-Rumpf-Längen von etwa 9,5 cm und Schwanzlängen von etwa 14 cm auf. Die größte bekannte Kopf-Rumpf-Länge von 11,5 cm stammt von einer Zauneidechse aus dem Kaukasus. Generell haben die Weibchen längere Rümpfe, die Männchen dagegen längere Köpfe und geringfügig längere Schwänze.
Im Vergleich zur Waldeidechse und zur Mauereidechse wirkt das Tier plumper und viel kräftiger. Die Schnauzenseiten sind steil und hoch und enden nach vorne abgestumpft. Der Oberkopf ist abgeplattet und durch eine von den Augen bis zu den Nasenlöchern reichende Kante von den Seiten abgegrenzt. Der Hinterkopf ist etwas breiter als der Hals und daher von diesem abgesetzt. Der Schwanz ist an seiner Wurzel wesentlich höher als breit und verjüngt sich allmählich; die Spitze ist nicht sehr lang ausgezogen. (Ein nachgewachsener, regenerierter Schwanz ist meist deutlich kürzer und weniger gezeichnet.)
Die Färbung und Zeichnung ist je nach Individuum, Geschlecht, Altersstadium und Jahreszeit (Männchen!) sehr variabel. Oft verläuft auf der Rücken- und Schwanzmitte ein „leiterartiges“ Zeichnungsmuster aus hellen Seitenlinien (Parietalbänder) und dunkelbraunen „Quersprossen“ (Dorsalflecken) mit braunen Zwischenräumen. Mittig sowie seitlich über die Dorsalflecken verlaufen zudem meist weißliche, unterbrochene Längsstriche (Occipitallinie sowie Parietallinien). Auch die Grundfarbe von Oberkopf, Schwanz und Gliedmaßen ist bräunlich und die Flecken der Flanken sind ebenfalls weißkernig. Die Männchen zeigen zur Paarungszeit (bis Juni/Juli) grün gefärbte Kopf-, Rumpf- und Bauchseiten; besonders in Südwestdeutschland kommen auch Tiere vor, die nahezu insgesamt grün erscheinen. Eine weitere Besonderheit sind rotrückige Exemplare. Die Unterseite ist bei den Weibchen gelblich und fleckenlos, bei den Männchen grün mit schwarzen Flecken. Die Jungtiere besitzen eine bräunliche Färbung, oft mit auffälligen Augenflecken auf Rücken und Seiten.

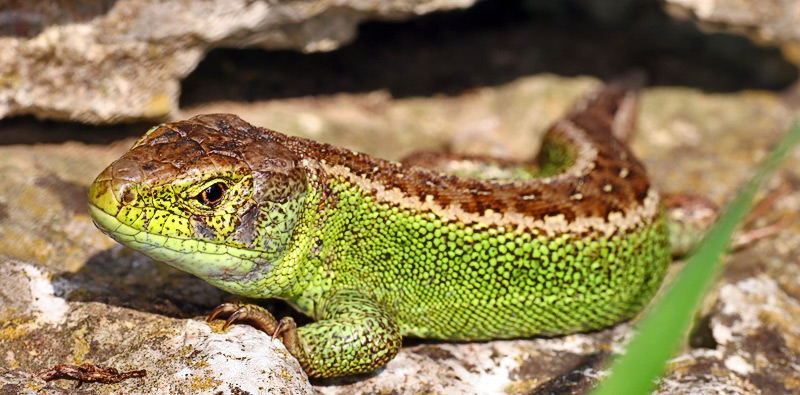
Männchen
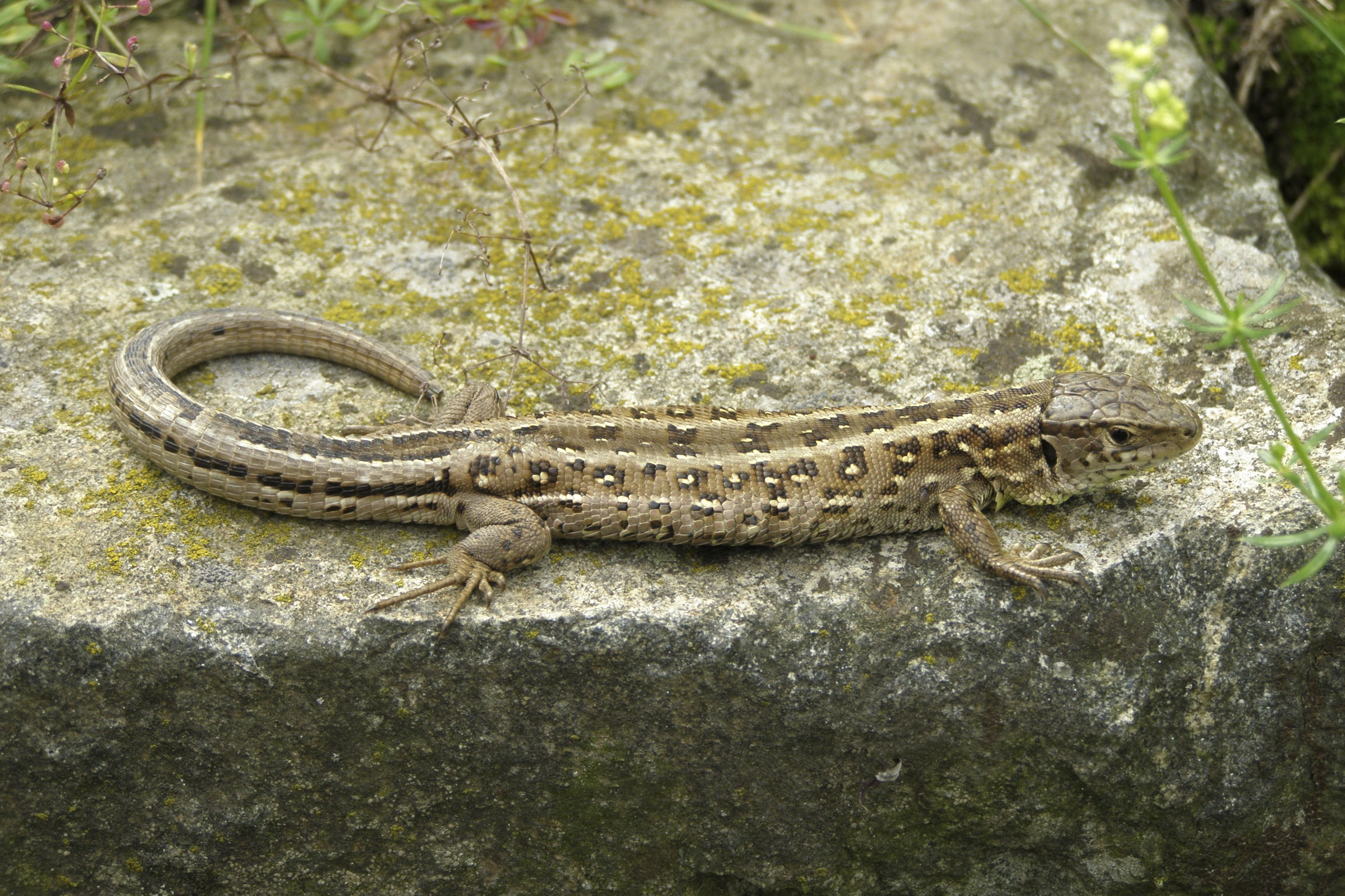
Weibchen
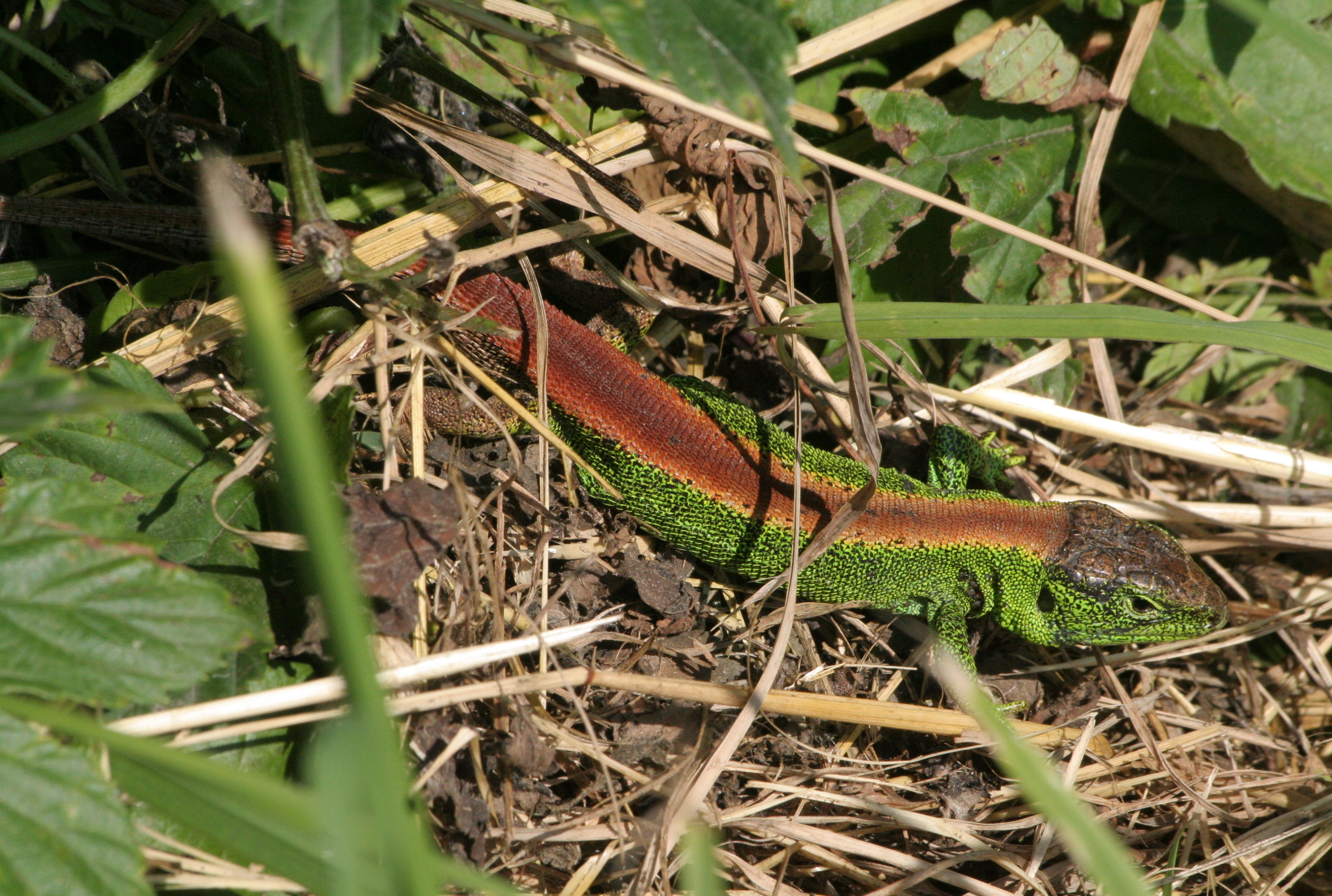
Eine gelegentlich zu beobachtende Farbanomalie sind rotrückige Zauneidechsen, sogenannte Erythronotus-Formen – hier ein Männchen aus Bayern
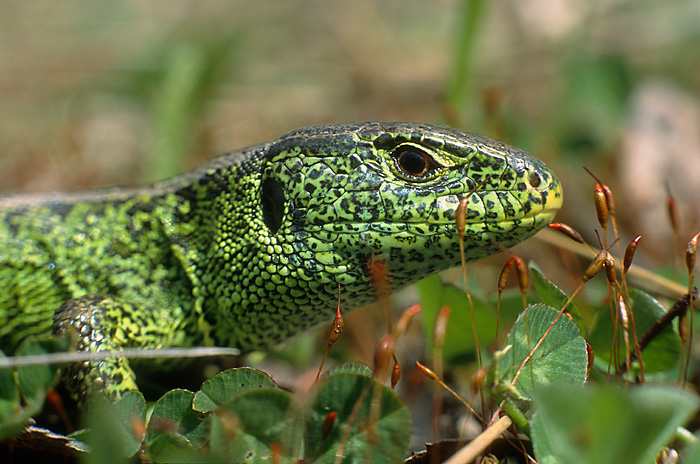
Kopf eines Männchens im Profil
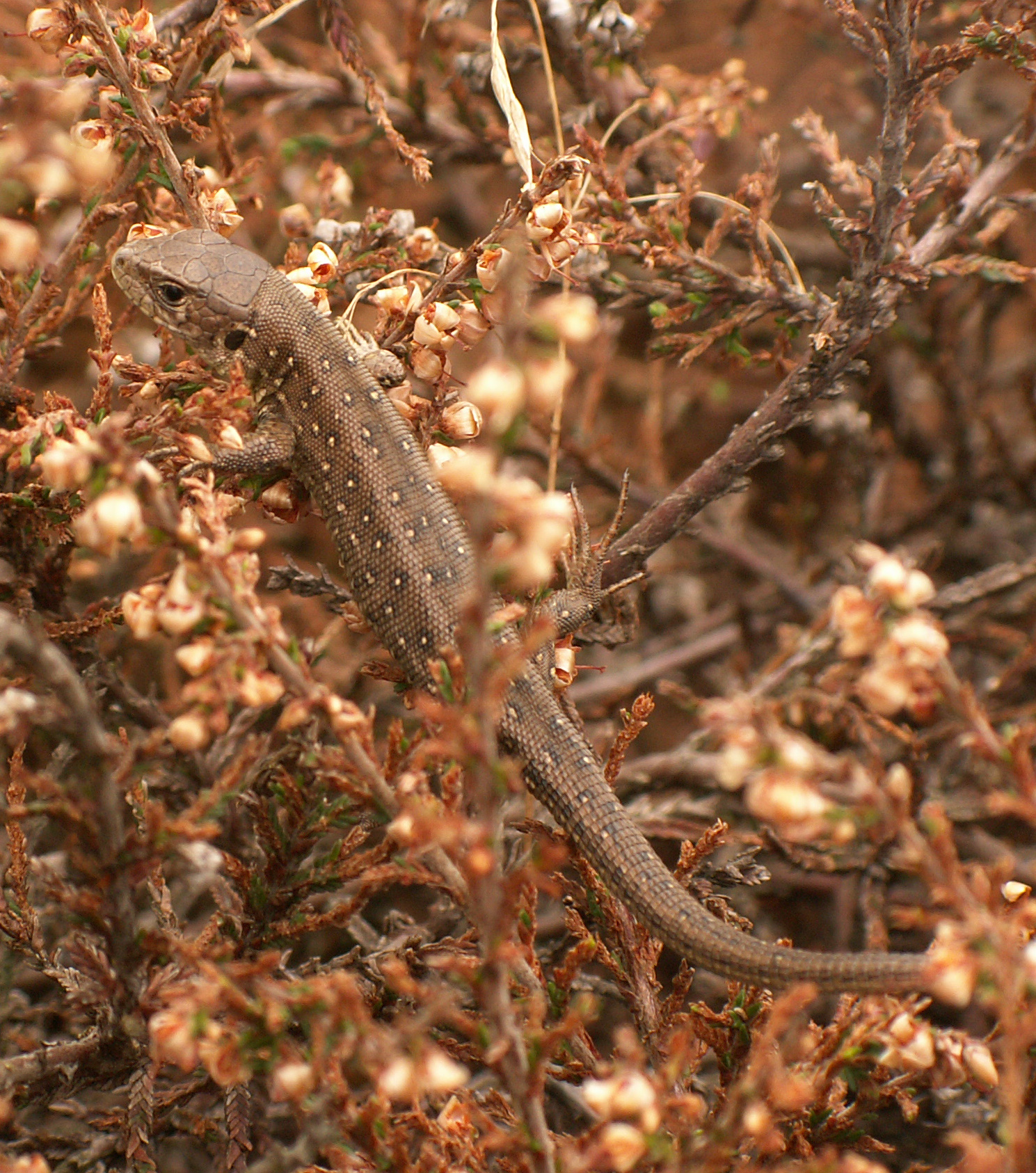
Jungtier
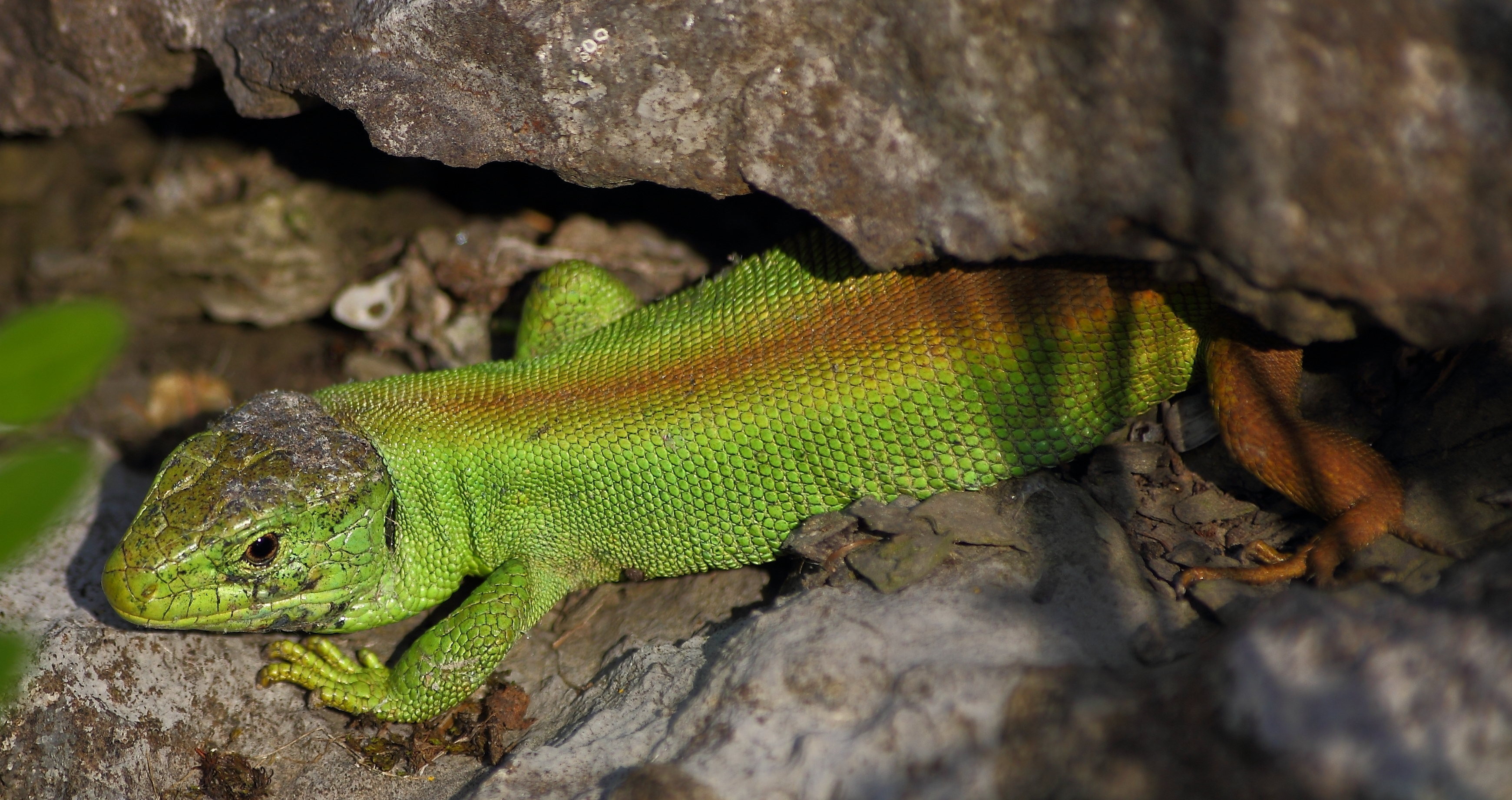
"Concolor-Mutante" = gänzlich zeichnungslose Zauneidechse

## Lebensweise

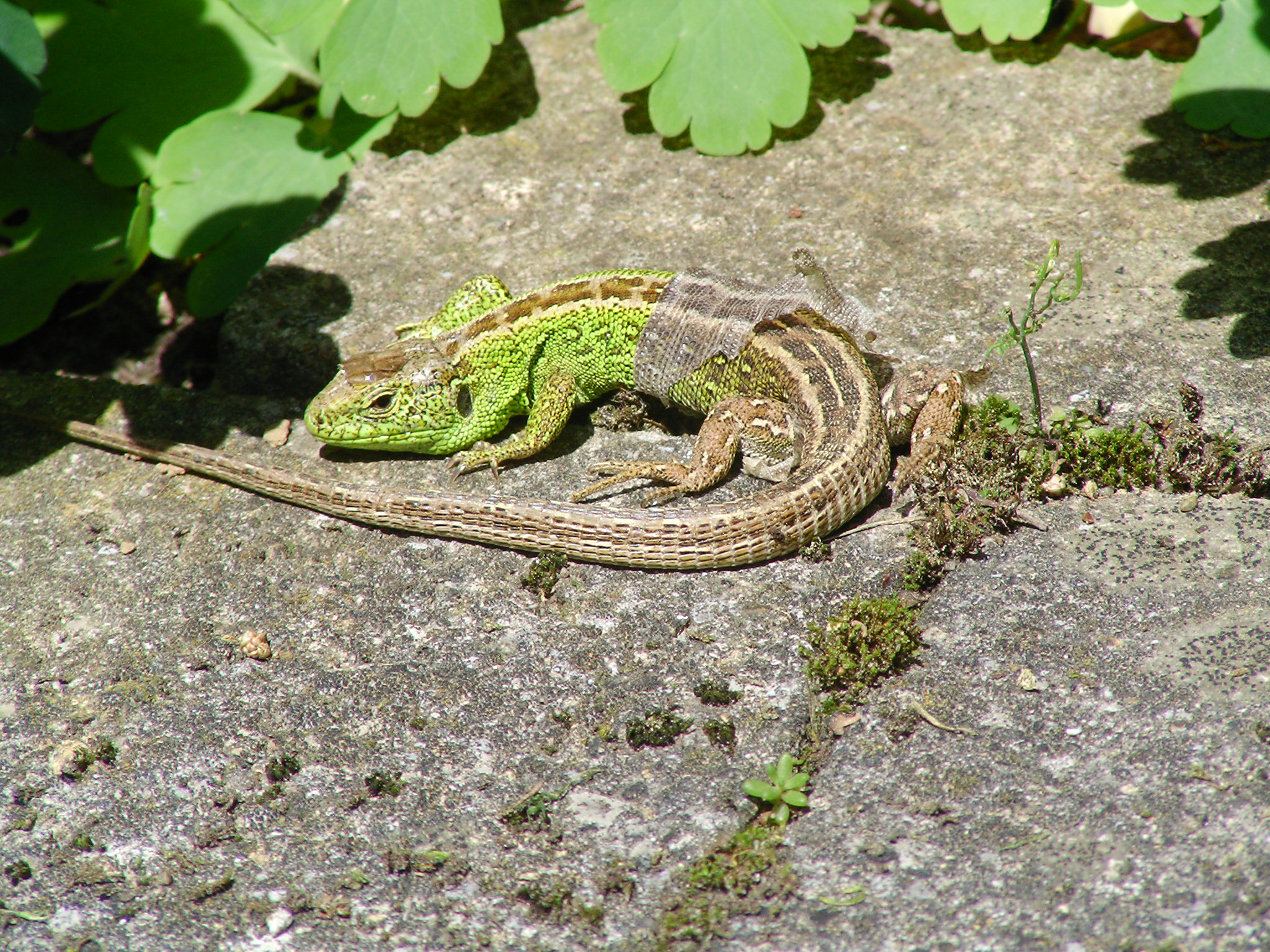
Zauneidechse während der Häutung

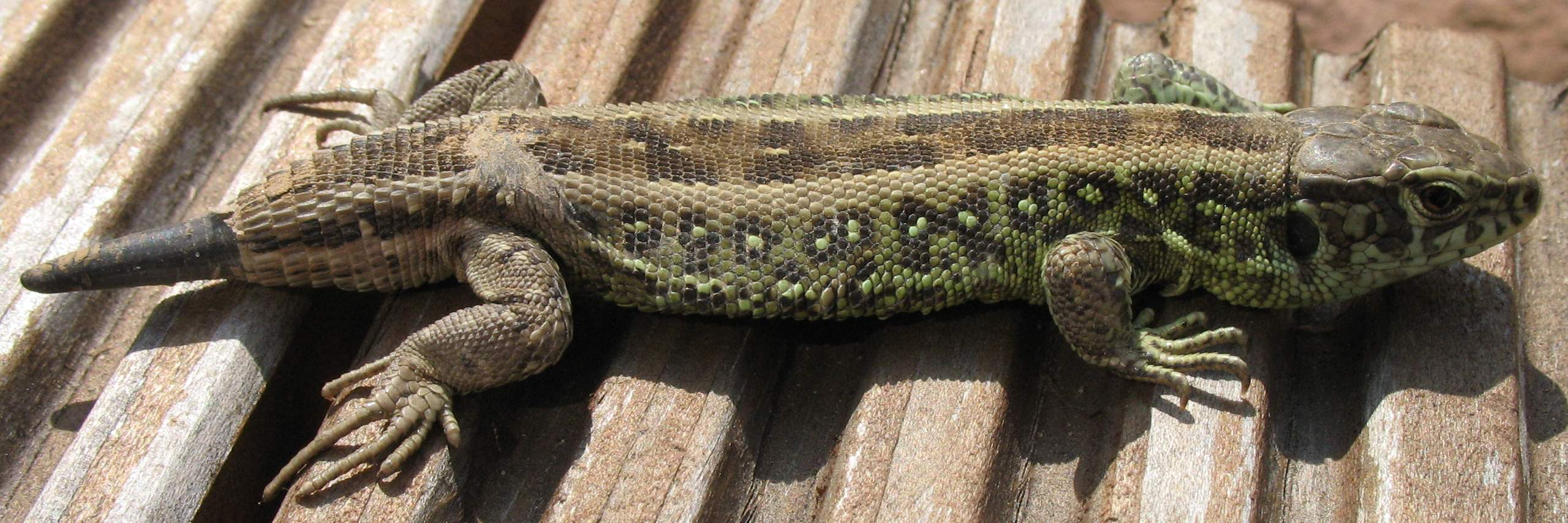
Männchen mit beginnender Regeneration des abgeworfenen Schwanzes

In Mitteleuropa beginnt die Überwinterung, sobald ausreichende Energiereserven angelegt wurden. Adulte Männchen verschwinden meist Anfang August, die Weibchen im September, Jungtiere ziehen sich im September oder Oktober zurück. Ab Anfang März erscheinen zunächst die Jungtiere und/oder die Männchen und einige Wochen später die Weibchen an der Oberfläche. Bei schönem Wetter wird am Morgen zunächst ein Sonnenbad genommen, um den wechselwarmen (poikilothermen) Organismus auf „Betriebstemperatur“ zu bringen. Anschließend gehen die Tiere auf Nahrungssuche. Zum Beutespektrum zählen vor allem Insekten, beispielsweise Heuschrecken, Zikaden, Käfer und deren Larven, Wanzen, Ameisen sowie Spinnen und Regenwürmer. Sie trinken von Tau- und Regentropfen. Bei großer Hitze, schlechtem Wetter sowie nachts verkriechen sich Zauneidechsen in ihren Unterschlüpfen.
Zu ihren natürlichen Feinden gehören viele Vögel und Säugetiere, aber auch andere Reptilien. Sie werden u. a. von Greifvögeln, Rabenvögeln, Staren, Fasanen, Amseln, Mardern, Füchsen, Igeln und Schlingnattern gejagt. Die Eier werden unter anderem von Maulwurfsgrille und Laufkäfer gefressen. Eine besondere Bedrohung durch streunende Hauskatzen wird oftmals genannt. Hierfür fehlen jedoch Belege, auch die Verbreitungsschwerpunkte der Zauneidechse in Gebieten mit lockerer Wohnbebauung sprechen dagegen. Belegt sind hingegen Gefährdungen durch oft in großen Mengen ausgesetzte Fasane. Wildschweine können durch ihre Wühltätigkeit Überwinterungsplätze zerstören, diese schafft aber auch offene Bereiche und Eiablagestellen.
Bei Bedrohung kann die Eidechse einen Teil des Schwanzes an einer von mehreren „Sollbruchstellen“ abwerfen, damit der Feind von dem zuckenden Anhängsel abgelenkt wird. Später bildet sich der Schwanz neu aus; allerdings bleibt er dann kürzer.

## Fortpflanzung
Nach der ersten Häutung (in Mitteleuropa etwa Ende April) beginnt die Paarungszeit, die bis Ende Juni andauert. Treffen Männchen aufeinander, kann es zu ritualisierten Droh- und Imponiergebärden (Kommentkämpfen) kommen. Fühlt sich das Weibchen noch nicht paarungsbereit, beißt es das Männchen und versucht so, es fernzuhalten. Bei der Paarung ergreift das Männchen mit den Kiefern zunächst die Schwanzmitte des Weibchens. Danach verbeißt es sich in der Flanke und krümmt seinen Körper so, dass sich die Kloaken beider Tiere treffen und der Hemipenis eingeführt werden kann. Diese Vereinigung dauert drei bis fünf Minuten und wird mehrmals nacheinander durchgeführt.
Die Eiablage erfolgt von Mitte Mai bis Ende Juli, vereinzelt auch noch im August. Dazu werden sandige Plätze aufgesucht, die von der Sonne erreicht werden. Das Weibchen gräbt kleine Löcher und setzt darin 5 bis 14 weichschalige Eier ab. Die Entwicklungszeit der Eier im Sandboden ist stark von der Umgebungstemperatur abhängig; bei 21 bis 24 °C beträgt sie zwei Monate. Die Schlüpflinge sind etwa 5-6 cm lang. Frisch geschlüpft müssen sie sich auch vor ihren eigenen Eltern in Acht nehmen, um nicht gefressen zu werden. Ihre Geschlechtsreife erreichen sie nach anderthalb bis zwei Jahren. In Ausnahmefällen kann die Geschlechtsreife bereits nach der ersten Überwinterung mit einem Jahr erreicht werden.

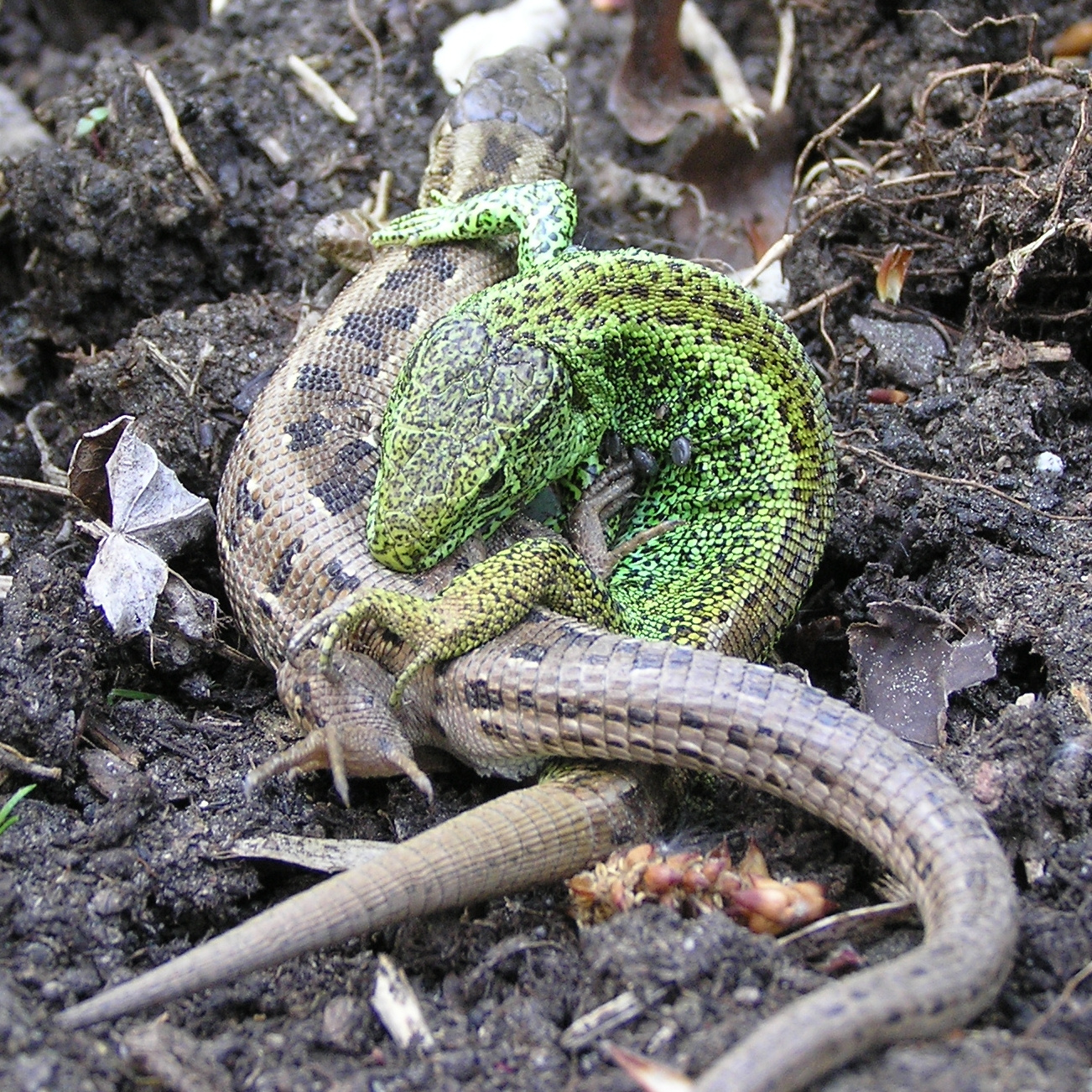
Zauneidechsen bei der Paarung
- Ein Männchen folgt dem Weibchen, bis dieses bereit zur Paarung ist
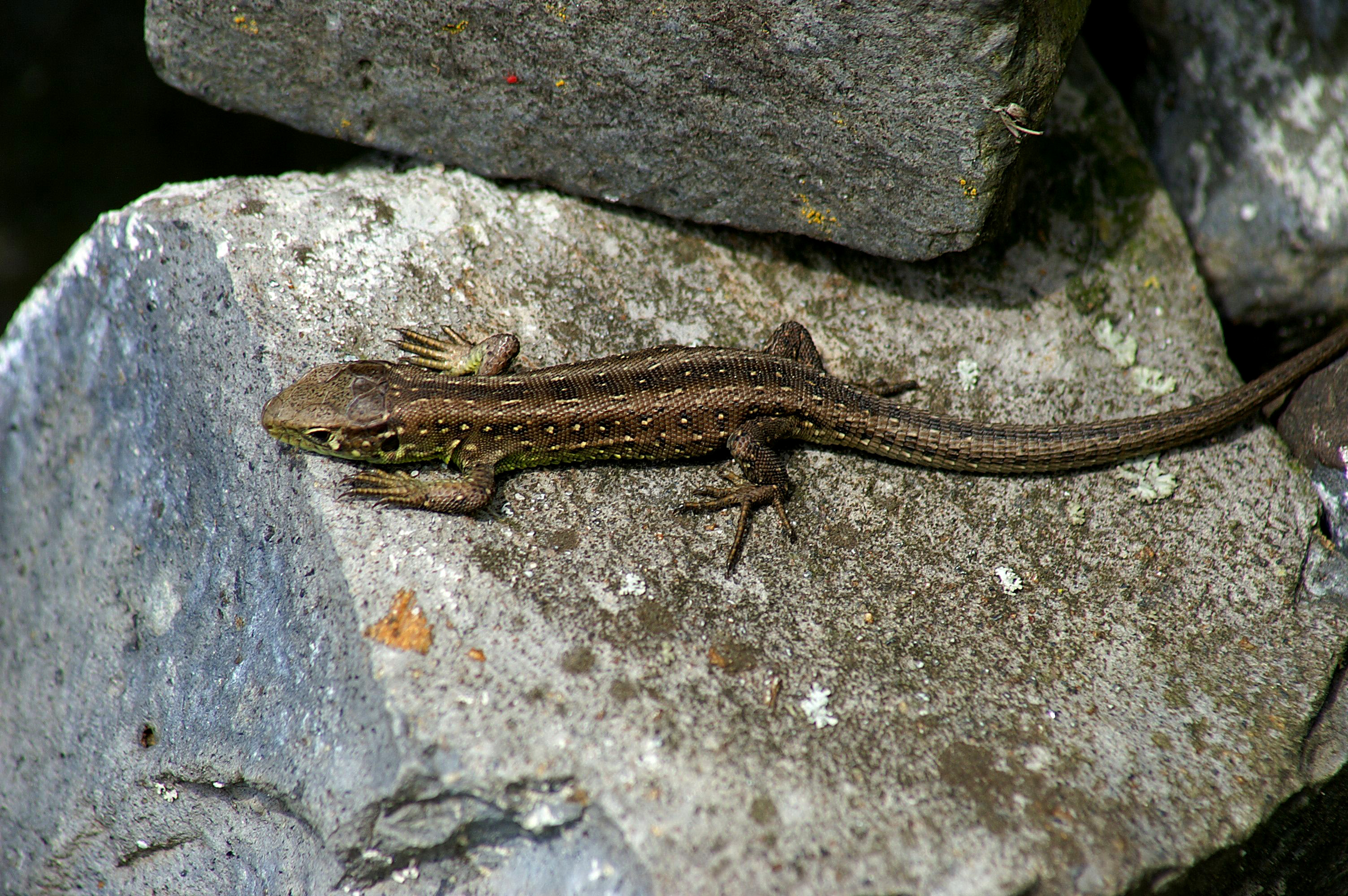
Halbwüchsiges Exemplar

## Lebensraum

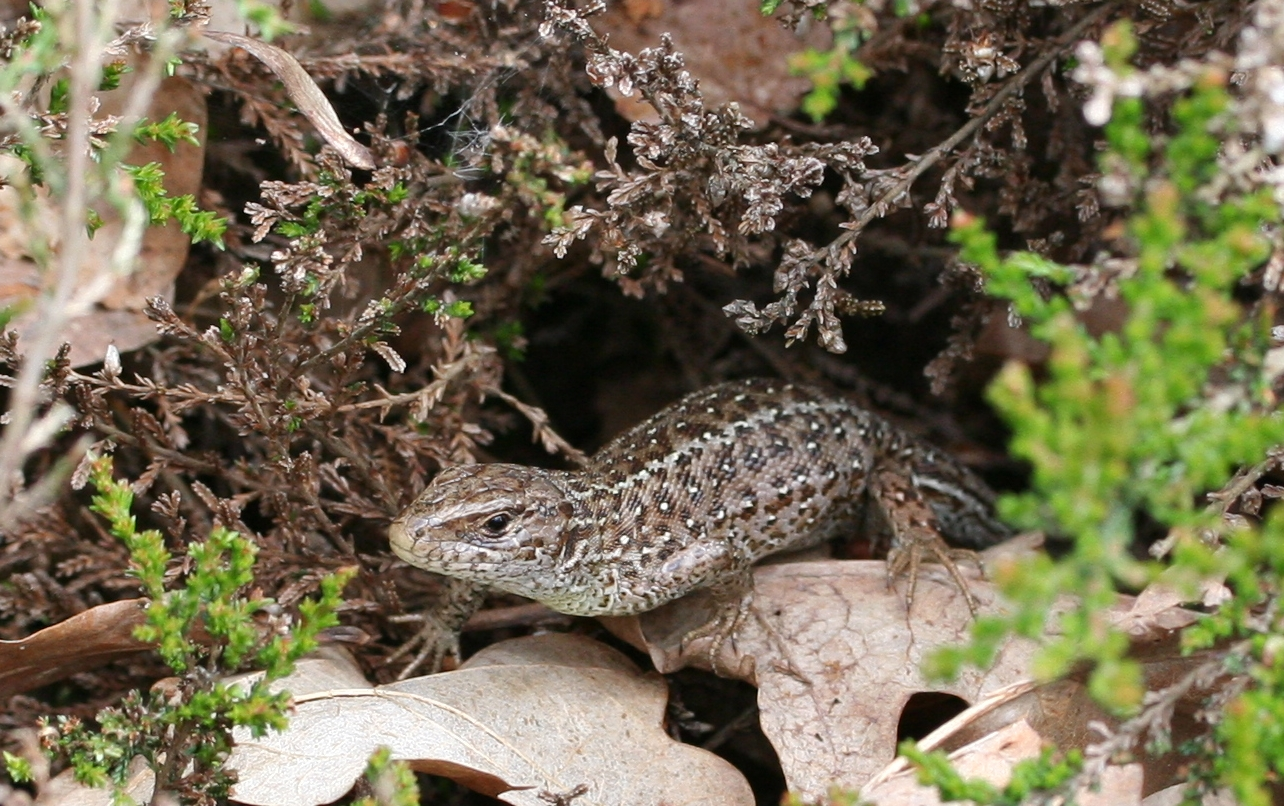
Weibchen vor Unterschlupf

Zauneidechsen sind bezüglich ihrer Lebensraumstrukturen anthropogen orientierte Lebewesen. Sie besiedeln Magerbiotope wie trockene Waldränder, Bahndämme, Heideflächen, Dünen, Steinbrüche, Kiesgruben, Wildgärten und ähnliche Lebensräume mit einem Wechsel aus offenen, lockerbödigen Abschnitten und dichter bewachsenen Bereichen. In kühleren Gegenden beschränken sich die Vorkommen auf wärmebegünstigte Standorte. Wichtig sind auch Elemente wie Totholz und Altgras.

## Verbreitung

Verbreitung der Zauneidechse:
Ganzjähriges Vorkommen

Das Verbreitungsareal reicht von Zentralfrankreich über ganz Mittel- und Osteuropa sowie Südschweden, über das Baltikum, den Ladoga- und Onegasee bis zur Südspitze des Baikalsees im äußersten Osten. Die Britische Hauptinsel wird nur punktuell im Süden bewohnt. Die südliche Arealgrenze wird unter anderem von den Pyrenäen, der Nordabdachung der Alpen, dem Süden der Balkanhalbinsel und dem Kaukasus gebildet. Nicht besiedelt sind beispielsweise Nord- und Mittelskandinavien, Schottland und Irland sowie weitgehend der Mittelmeerraum.
Im Norden ihres Verbreitungsgebiets lebt die Zauneidechse vor allem im Flach- und Hügelland. Am Südrand ihres Areals ist die Art dagegen nur in höheren Gebirgslagen zu finden; die Höhenverbreitung erreicht im Süden stellenweise 2000 Meter NN. Das südlichste Vorkommen der Art liegt im griechischen Pindos-Gebirge.

## Gefährdung

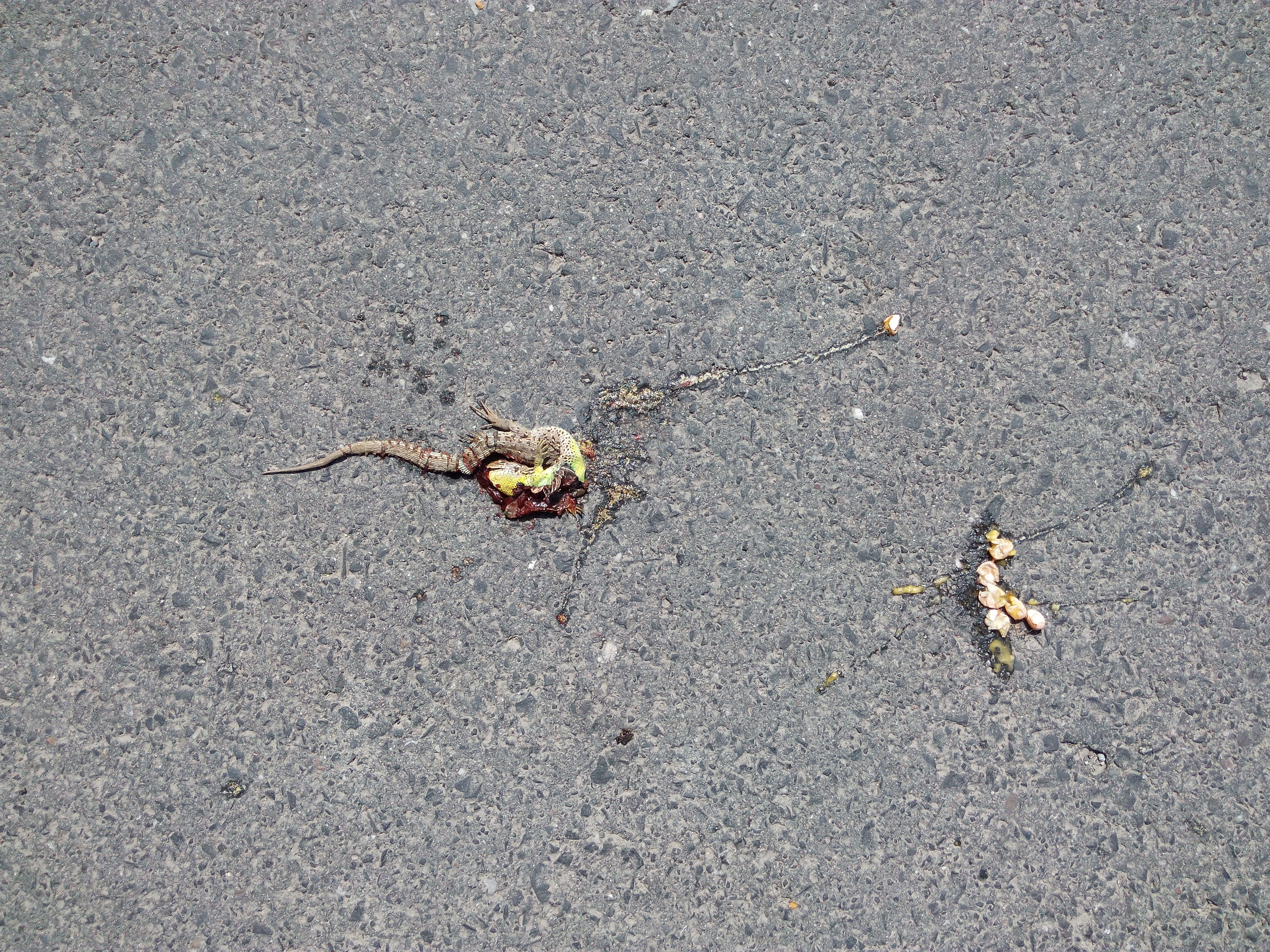
Straßenverkehrsopfer – tote weibliche Zauneidechse mit Eiern

Bestände der Zauneidechse werden vor allem durch die Zerstörung von Lebensräumen und Kleinstrukturen in der Landschaft dezimiert. Dazu gehören etwa die Rekultivierung von zumindest zur menschlichen Nutzung ungeeigneten Ödlands, die Wiederbewirtschaftung von Brachen, der Verlust von Randstreifen und Böschungen, allgemein eine intensive Landwirtschaft oder auch die Fragmentierung der Landschaft durch Straßenbau bzw. -verkehr und Siedlungsbau. Im Zuge von Baumaßnahmen kann es erforderlich sein, Zauneidechsen umzusiedeln.
Als künstlicher Lebensraum können Eidechsenburgen aus Steinen und Totholz angelegt werden. 
Gesetzlicher Schutzstatus (Auswahl)
- FFH-Richtlinie: Anhang IV (streng zu schützende Art)
- Bundesnaturschutzgesetz (BNatSchG): streng geschützt

Nationale Rote Liste-Einstufungen (Auswahl)
- Rote Liste Bundesrepublik Deutschland: V – Vorwarnliste
- Rote Liste Österreichs: 4 – Gefährdung droht
- Rote Liste der Schweiz: VU (gefährdet)

## Besonderheiten
Die Zauneidechse wurde in der Schweiz zum „Tier des Jahres 2005“ und in Deutschland zum „Reptil des Jahres 2020“ ausgerufen. 